# Capertee National Park
Capertee National Park är en nationalpark i Australien. Den ligger i regionen Lithgow och delstaten New South Wales, i den sydöstra delen av landet, omkring 140 kilometer nordväst om delstatshuvudstaden Sydney.
I omgivningarna runt Capertee National Park växer huvudsakligen savannskog. Runt Capertee National Park är det mycket glesbefolkat, med 2 invånare per kvadratkilometer. Genomsnittlig årsnederbörd är 1 098 millimeter. Den regnigaste månaden är februari, med i genomsnitt 212 mm nederbörd, och den torraste är juli, med 27 mm nederbörd.